# Milan Kundera
Milan Kundera  (pronunciació en txec: /ˈmɪlan ˈkundɛra/) (Královo Pole, 1 d'abril de 1929 - 7è districte de París, 11 de juliol de 2023) fou un escriptor txec amb nacionalitat francesa, que va escriure en totes dues llengües. Fou sobretot conegut com l'autor de La insuportable lleugeresa de l'ésser.

## Biografia
Kundera era fill de la família culta de classe mitjana de Ludvík Kundera (1891-1971), alumne del compositor Leoš Janáček i musicòleg i pianista reconegut, director de l'Acadèmia Musical de Brno entre els anys 1948 i 1961. Milan va aprendre a tocar el piano des de petit amb el seu pare, i més endavant va estudiar musicologia. La influència d'aquesta disciplina es pot entreveure arreu dels seus llibres.
L'autor es va graduar en l'escola secundària de Brno el 1948. Tot seguit va decidir estudiar literatura i estètica a la Facultat d'Art de la Universitat Carolina i després de dos semestres va optar per accedir a l'Acadèmia de Cinema, on primer va assistir a classes de direcció de pel·lícules i, després, de redacció de guions. El 1950, va ser forçat a interrompre els estudis per motius polítics. Després de graduar-se el 1952, va començar a treballar de professor de literatura universal a l'Acadèmia de Cinema. Kundera pertanyia a la generació de joves txecs que mai no havien experimentat la democràcia que s'havia viscut a Txecoslovàquia abans de la Segona Guerra Mundial. La seva vida fins llavors havia estat marcada per l'experiència del conflicte mundial i l'ocupació del seu país per part del Tercer Reich. L'experiència del totalitarisme alemany els va imprimir una visió fosca de la realitat que, d'alguna manera, només admetia blanc o negre, i que els instà a adherir-se a la teoria marxista i a unir-se al Partit Comunista. Kundera es va afiliar al partit el 1948, quan encara era un adolescent. El 1950, ell i un altre escriptor, Jan Trefulka, en varen ser expulsats per «activitats en contra del partit». Trefulka va descriure l'incident en la seva novel·la Pršelo jim štěstí ('Els plogué la felicitat'), del 1962, i Kundera el va usar com a base de la seva primera novel·la, Žert (La broma), de 1967. El 1956, però, Kundera va ser readmès al partit, fins que el 1970 en va ser expulsat per segon cop. Juntament amb altres autors i artistes com ara Václav Havel, havia estat involucrat en la Primavera de Praga de 1968, el breu període d'optimisme reformista que va acabar sent aixafat per les forces pro soviètiques que començaren a manipular el destí del país.
El 1975, Kundera deixa el seu país amb la seva dona Vera per traslladar-se a França, on al començament es dedica a l'ensenyament a la Universitat de Rennes II i, més endavant, a l'École des Hautes Études des Sciences Sociales de París. La nacionalitat txecoslovaca li fou retirada el 1979 i és ciutadà francès des del 1981. Kundera és molt gelós de la seva intimitat; des del 1985 no concedeix cap entrevista, tot i que accepta de respondre per escrit. Controla escrupolosament qualsevol informació relativa a la seva vida privada. La seva biografia oficial en les edicions franceses es resumeix en dues frases: «Milan Kundera va néixer a Txecoslovàquia. El 1975 s'instal·la a França.»
El 28 de novembre de 2019 li fou retornada la seva nacionalitat txeca, 40 anys més tard que les autoritats comunistes del seu país li la retiressin.

## Obra
La seva primera novel·la, ja mencionada, La broma, escenificava la naturalesa del totalitarisme de l'era soviètica i hi criticava els soviets i la invasió de la seva pàtria el 1968, i per això va ser inclòs a la llista negra i les seves obres es van prohibir poc després de la invasió. L'argument es desenvolupa al voltant del fet que una broma entre joves desencadeni un procés de repressió i depuració política. El 1975, Kundera va aconseguir fugir a França, on va escriure El llibre del riure i de l'oblit (1978). Aquesta obra se centra en personatges txecs que s'oposen al règim soviètic de diverses maneres i no s'adhereix plenament a l'estructura d'una novel·la, sinó que inclou relats curts i el pensament del mateix autor; a més, és la primera obra en què es pot intuir el seu estil posterior.
El 1984, aparegué la seva novel·la més coneguda, La insostenible lleugeresa de l'ésser, que segueix els passos de dues parelles d'artistes i intel·lectuals i les seves dificultats per trobar-se i poder viure junts, i serveix de crònica del seu propi exili, transportant-lo a la visió d'aquests personatges, que a més acaben retornant a la seva terra, només per trobar-s'hi tancats. El 1988 el director estatunidenc Philip Kaufman en va fer una versió cinematogràfica. El 1990, Kundera escrigué La immortalitat, obra que es diferencia d'allò que havia escrit fins aleshores, però en què continua amb la línia filosòfica que troba el clímax en el seu llibre anterior. Tot i donar-hi importància, redueix el rerefons polític que acaparava el protagonisme dels llibres anteriors, tendència que es mantindrà en les seves novel·les posteriors. Kundera defensa que més que Homo sapiens, els humans som homo sentimentalis.
Kundera ha insistit en repetides ocasions que vol ser conegut com a novel·lista en general, més que com a escriptor polític o dissident; la crítica política ha desaparegut de les seves obres. L'estil de Kundera, entrellaçat amb la digressió filosòfica, en gran manera inspirat per les novel·les de Musil i la narrativa nietzscheana, també el fan servir els escriptors Alain de Botton i Adam Thirlwell. Kundera treu la seva inspiració, com sovint repeteix, no tan sols del Renaixement de Boccaccio i Rabelais, sinó també de Sterne, Diderot, Musil, Gombrowicz, Broch, Kafka i Heidegger.
La tècnica literària del realisme psicològic apareix sovint en Kundera quan descriu els seus personatges: dona més importància a com pensen més que no pas a la seva aparença física, que sovint és obviada, ja que creu que la imaginació del lector automàticament completa la de l'escriptor.
Originàriament escrivia en txec. A partir del 1993, escriu novel·les en francès. Entre 1985 i 1987, va revisar les traduccions franceses de les seves primeres obres. Com a resultat, tots els seus llibres existents en francès es poden considerar originals de l'autor.
Els seus llibres s'han traduït a un bon nombre d'idiomes. Totes les seves obres principals tenen versió catalana.

## Premis
Kundera ha rebut, entre d'altres, el premi Médicis estranger el 1973 (per la seva novel·la L'edat lírica), el premi Jerusalem el 1985, el premi Aujourd'hui el 1993 (pel seu assaig Els testaments traïts), el premi Herder l'any 2000 i el Grand Prix de Littérature de l'Acadèmia Francesa pel conjunt de la seva obra el 2001. També s'ha dit que ha estat candidat al Premi Nobel de Literatura. També va guanyar el Premi austríac de literatura europea.